# Preuve de l'irrationalité de π
Dans les années 1760, Johann Heinrich Lambert a été le premier à démontrer que le nombre π est irrationnel, c'est-à-dire qu'il ne peut pas s'écrire sous forme d'une fraction a/b, avec a et b entiers non nuls. Au XIXe siècle, Charles Hermite établit une preuve ne reposant sur aucun prérequis au-delà de l'analyse élémentaire. Des versions simplifiées de la preuve de Hermite ont été plus tard trouvées par Mary Cartwright et Ivan Niven. Une autre preuve, une version simplifiée de celle de Lambert, est trouvée par Miklós Laczkovich. La plupart sont des preuves par l'absurde ou par contraposition.
En 1882, Ferdinand von Lindemann établit que π est non seulement irrationnel, mais transcendant.

## Preuve de Lambert

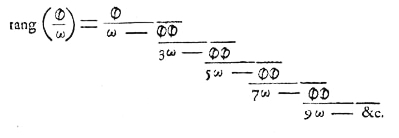
Copie de la formule de la page 288 du mémoire de Lambert.

En 1761, Lambert prouve que π est irrationnel en établissant dans un premier temps le développement en fraction continue généralisée suivant de la fonction tangente :
{\displaystyle \tan x={\cfrac {x}{1-{\cfrac {x^{2}}{3-{\cfrac {x^{2}}{5-{\cfrac {x^{2}}{7-{}\ddots }}}}}}}}}
en utilisant les développements en série entière des fonctions cosinus et sinus.
Ensuite, Lambert montre que si x est non nul et rationnel alors tan x est irrationnel. Or, comme tan(π/4) = 1, il en déduit que π/4 est irrationnel et donc que π est irrationnel.
Historiquement, cette démonstration fut le premier pas vers celle de l'impossibilité de la quadrature du cercle.

## Preuve de Hermite
Rédigée en 1873, cette preuve utilise la caractérisation de π comme plus petite solution positive de l'équation cos(x/2) = 0 et montre en fait que π2 lui-même est irrationnel. Comme de nombreuses preuves d'irrationalité, c'est une démonstration par l'absurde.
Hermite définit par récurrence une suite de fonctions réelles An :
{\displaystyle A_{0}=\sin x,\quad A_{n+1}(x)=\int _{0}^{x}yA_{n}(y)\,\mathrm {d} y}.
Des « formules élémentaires »
{\displaystyle \int _{0}^{x}f(y)\cos y\,\mathrm {d} y=\left[\sin y\,F(y)+\cos y\,F'(y)\right]_{0}^{x}}
{\displaystyle \int _{0}^{x}f(y)\sin y\,\mathrm {d} y=\left[\sin y\,F'(y)-\cos y\,F(y)\right]_{0}^{x}}
où f est un polynôme et {\displaystyle F=f-f''+f^{(4)}-\dots }, il déduit que
{\displaystyle A_{n}(x)=U\sin x+V\cos x,}
où U = Wn(x2), Wn étant un polynôme à coefficients entiers de degré égal à la partie entière de n/2.
Il indique également une seconde méthode (moins directe) fournissant la même expression de An :
Il en déduit au passage que les fonctions {\displaystyle {\mathfrak {A}}_{n}(x):={\frac {A_{n}(x)}{x^{2n+1}}}} vérifient {\displaystyle {\mathfrak {A}}_{n+1}(x)=-{\frac {{\mathfrak {A}}_{n}'(x)}{x}}}.
Il ne prend pas la peine d'expliciter la relation (immédiate d'après son développement en série entière) entre ses suites de fonctions et les fonctions de Bessel de première espèce Jα(x) :
{\displaystyle {\mathfrak {A}}_{n}(x)={\sqrt {\frac {\pi }{2}}}\,J_{n+{\frac {1}{2}}}(x)}
mais (voir infra) c'est sans doute cette relation qui lui fournit la formule explicite suivante, :
{\displaystyle A_{n}(x)={\frac {x^{2n+1}}{2^{n}n!}}\int _{0}^{1}(1-z^{2})^{n}\cos(xz)\,\mathrm {d} z}.
Si π2/4 = p/q, avec p et q deux entiers alors pour tout entier pair n, le nombre Nn := qn/2An(π/2) est égal à  l'entier qn/2Wn(p/q). Soit :
{\displaystyle \mathbb {Z} \ni N_{n}=q^{n/2}A_{n}\left({\frac {\pi }{2}}\right)=q^{n/2}{\frac {\left({\frac {p}{q}}\right)^{n+{\frac {1}{2}}}}{2^{n}n!}}\int _{0}^{1}(1-z^{2})^{n}\cos {\frac {\pi z}{2}}\,\mathrm {d} z={\sqrt {\frac {p}{q}}}{\frac {\left({\frac {p}{2{\sqrt {q}}}}\right)^{n}}{n!}}\int _{0}^{1}(1-z^{2})^{n}\cos {\frac {\pi z}{2}}\,\mathrm {d} z.}
Cependant, le terme de droite est non nul et tend vers 0 quand n tend vers l'infini. Il y a donc contradiction, montrant que π2/4 ne peut pas être rationnel, donc π non plus.

### Lien avec la preuve de Lambert
Comme le signale Hermite,, sa fonction An(x) = U sin x + V cos x est le numérateur de la n-ième réduite du développement par Lambert de tan x, le dénominateur étant U cos x – V sin x, car ces deux fonctions vérifient la relation de récurrence découverte par Lambert :
{\displaystyle A_{n+1}(x)=(2n+1)A_{n}(x)-x^{2}A_{n-1}(x)}.
Hermite en déduit au passage ce qu'il appelle « l'équation différentielle des transcendantes de Bessel » {\displaystyle A_{n}''(x)-{\frac {2n}{x}}A_{n}'(x)+A_{n}(x)=0}, qui équivaut à l'équation différentielle de Bessel usuelle, via le lien avec Jn+1/2 signalé ci-dessus.
Hermite ne présente pas sa démonstration comme une fin en soi, mais comme un sous-produit de sa recherche d'une preuve de la transcendance de π, comme il le fit la même année dans sa preuve de la transcendance de e. Il utilise surtout les relations de récurrence pour motiver et obtenir une représentation intégrale convenable.

## Preuve de Cartwright
Cartwright a extrait de la preuve de Hermite un exemple pour un examen de l'université de Cambridge en 1945.
Elle considère directement les variantes suivantes des intégrales {\displaystyle {\mathfrak {A}}_{n}} de Hermite :
{\displaystyle I_{n}(x):=\int _{-1}^{1}(1-z^{2})^{n}\cos(xz)\,\mathrm {d} z=2^{n+1}n!{\mathfrak {A}}_{n}(x)}.
Par une double intégration par parties, elle obtient la relation de récurrence
{\displaystyle \forall n\geq 2,\ x^{2}I_{n}(x)=2n(2n-1)I_{n-1}(x)-4n(n-1)I_{n-2}(x)}.
En posant
{\displaystyle J_{n}(x):=x^{2n+1}I_{n}(x)},
cette relation de récurrence devient celle de Lambert (voir supra), aux notations près ({\displaystyle J_{n}(x)=2^{n+1}n!A_{n}(x)}) :
{\displaystyle J_{n}(x)=2n(2n-1)J_{n-1}(x)-4n(n-1)x^{2}J_{n-2}(x).}
De plus, J0(x) = 2 sin x et J1(x) = −4 x cos x + 4 sin x. Donc, pour tout entier n positif,
{\displaystyle J_{n}(x)=n!\left(P_{n}(x)\sin x+Q_{n}(x)\cos x\right),}
où Pn et Qn sont des polynômes « de degré ≤ 2n » (sic) à coefficients entiers.
Cette analyse des polynômes qui apparaissent est moins fine que celle de Hermite, mais va suffire pour démontrer l'irrationalité de π (et non celle de π2).
On prend maintenant x = π/2, et l'on suppose donc qu'il existe deux entiers a et b tels que π/2 = a/b. Alors :
{\displaystyle {\frac {a^{2n+1}}{n!}}\,I_{n}\left({\frac {\pi }{2}}\right)=P_{n}\left({\frac {a}{b}}\right)b^{2n+1}.}
Le terme de droite est entier. Cependant, le terme de gauche est non nul et tend vers 0 quand n tend vers l'infini. Il y a donc contradiction.

## Preuve de Niven
Niven suppose que π est rationnel, donc de la forme π = a /b avec a et b entiers strictement positifs. Pour un entier positif n « à spécifier plus tard », il définit deux polynômes :
{\displaystyle f(x)={\frac {x^{n}(a-bx)^{n}}{n!}}}
et
{\displaystyle F(x)=f(x)-f''(x)+f^{(4)}(x)-\cdots +(-1)^{n}f^{(2n)}(x).}
- Il remarque d'abord que F(0) + F(π) est un entier.
En effet, le polynôme n!f est à coefficients entiers, et nuls en degrés < n. Ainsi, f et ses dérivées prennent des valeurs entières en 0, donc aussi en π puisque f(π – x) = f(x).
- Il établit ensuite que {\displaystyle \int _{0}^{\pi }f(x)\sin x\,\mathrm {d} x=F(0)+F(\pi )}[8].
En effet, comme l'avait remarqué Hermite (voir supra), {\displaystyle \int _{0}^{\pi }f(x)\sin x\,\mathrm {d} x=\left[F'(x)\sin x-F(x)\cos x\right]_{0}^{\pi }}.
- Enfin, pour 0 < x < π, {\displaystyle 0<f(x)\sin x<{\frac {(\pi a)^{n}}{n!}}}
donc 0 < F(0) + F(π) < 1 pour n suffisamment grand, ce qui est impossible.

### Lien avec la preuve de Hermite
La preuve de Niven est plus proche de celle de Hermite qu'elle ne le semble de prime abord :
- d'une part par sa réutilisation de la « formule élémentaire » de Hermite ;
- d'autre part[4] parce qu'un changement de variable z = 1 – 2y/π dans la formule explicite (voir supra) et l'évaluation en x = π/2 donnent :
{\displaystyle A_{n}\left({\frac {\pi }{2}}\right)={\frac {1}{2^{n}n!}}\int _{0}^{\pi /2}y^{n}(\pi -y)^{n}\sin y\,\mathrm {d} y={\frac {1}{b^{n}2^{n+1}}}\int _{0}^{\pi }f(x)\sin x\,\mathrm {d} x.}

## Preuve de Laczkovich
La preuve de Laczkovich est à la fois une généralisation et une simplification de celle de Lambert : généralisation parce qu'elle porte (comme celle d'Oskar Perron 90 ans plus tôt) sur une famille de fractions continues de Gauss dont celles de Lambert pour tangente et tangente hyperbolique font partie, et simplification parce qu'elle évite les considérations de convergence.
Laczkovich considère la famille de fonctions hypergéométriques fk(x) := 0F1(k; –;x2). Ces fonctions entières sont définies pour tout nombre complexe {\displaystyle k\notin -\mathbb {N} } et l'on a en particulier
{\displaystyle f_{\frac {1}{2}}(x)=\cos(2x),\quad f_{\frac {3}{2}}(x)={\frac {\sin(2x)}{2x}},\quad f_{k}(0)=1}.
Ces fonctions sont liées aux fonctions de Bessel de première espèce Jα par :
{\displaystyle \Gamma (k)J_{k-1}(2x)=x^{k-1}f_{k}(x)} (où Γ désigne la fonction gamma) donc :
- elles vérifient la relation de récurrence :
{\displaystyle \forall x\in \mathbb {R} \qquad {\frac {x^{2}}{k(k+1)}}f_{k+2}(x)=f_{k+1}(x)-f_{k}(x)} ;
- fk(x) et fk + 1(x) ne peuvent pas être simultanément nuls ;
- pour x fixé, fk(x) → 1 quand k → +∞.

Laczkovich redémontre alors que
pour tout x non nul tel que x2 est rationnel, on a
{\displaystyle \forall k\in \mathbb {Q} \setminus \{0,-1,-2,\ldots \}\qquad f_{k}(x)\neq 0\quad {\text{ et }}\quad {\frac {f_{k+1}(x)}{f_{k}(x)}}\notin \mathbb {Q} .}
En termes des fonctions de Bessel Jk, ce résultat se réécrit :
pour tout x non nul tel que x2 est rationnel, on a
{\displaystyle \forall k\in \mathbb {Q} \setminus \{0,-1,-2,\ldots \}\qquad J_{k-1}(x)\neq 0\quad {\text{ et }}\quad {\frac {xJ_{k}(x)}{J_{k-1}(x)}}\notin \mathbb {Q} .}
En particulier (pour k = 1/2) :
pour tout x non nul tel que x2 est rationnel, cos x est non nul et x tan x est irrationnel.
Puisque cos(π/2) = 0, ce dernier résultat montre que π2/4 est irrationnel et donc que π est irrationnel.
Une autre conséquence est le résultat de Lambert : la tangente de tout rationnel non nul est un irrationnel.